# Lavoûte-Chilhac
Lavoûte-Chilhac – miejscowość i gmina we Francji, w regionie Owernia-Rodan-Alpy, w departamencie Górna Loara.
Według danych na rok 1990 gminę zamieszkiwało 286 osób, a gęstość zaludnienia wynosiła 79 osób/km² (wśród 1310 gmin Owernii Lavoûte-Chilhac plasuje się na 568. miejscu pod względem liczby ludności, natomiast pod względem powierzchni na miejscu 1024.).